# Campo de Ourique
Campo de Ourique es un barrio y una freguesia portuguesa del municipio de Lisboa, distrito de Lisboa.

## Historia
Fue en este barrio donde comenzó la Revolución del 5 de octubre de 1910, el establecimiento de la Primera República Portuguesa, y en 1914, durante la Primera República, se consolidaron las tradiciones republicanas y reivindicando de Campo de Ourique. Durante la Segunda Guerra Mundial, Campo de Ourique sirvió de refugio a muchos judíos, y más tarde, en 1958 tuvo lugar la campaña electoral de Humberto Delgado.
Una de las calles más conocidas es la Ferreira Borges que se asemeja a una avenida arbolada, conocida también por sus cafés, que sirvieron como punto de encuentro de varias figuras de la cultura y la política portuguesa, como por ejemplo, “Café Latino”, “A Tentadora”, “Ruacana” y “Canas”.
Fue constituido como barrio el 7 de febrero de 1959, y como tal tiene los siguientes límites territoriales: Viaducto Duarte Pacheco, la Estrela, los Prazeres, Campolide y el Vale de Alcântara.
Fue creada como freguesia el 8 de noviembre de 2012 en aplicación de una resolución de la Asamblea de la República de Portugal con la unión de las freguesias de Santa Isabel y Santo Condestável.
En la actualidad, es un barrio residencial con una gran tradición comercial. Es un barrio con vida propia, Campo de Ourique se parece con una pequeña ciudad dentro de la Gran Lisboa. Es visto como el barrio más tranquillo de Lisboa y donde vive la clase social más alta.

## Demografía
| Gráfica de evolución demográfica de Campo de Ourique entre 2011 y 2021 |
|                                                                        |
| Datos según el nomenclátor publicado por el INE portugués.             |

## Lugares de interés
Como Patrimonio son los siguientes: 
- El Mercado de Campo de Ourique
- El Viaducto Duarte Pacheco, terminado en 1944
- El Monumento a la Maria da Fonte
- La Iglesia del Santo Condestable (Igreja do Santo Condestável), diseñada por Vasco Regaleira. El Santo Condestable es Nuno Álvares Pereira.
- La Casa de Fernando Pessoa, con salas de exposición, proyecciones, conferencias, seminarios y consultores.

Tiene también una serie de intuiciones culturales, que son los siguientes:
- El Club Atlético de Campo de Ourique
- El Sport Lisboa y Águias
- Sport Lisboa y Campo de Ourique
- La Asociación Humanitaria de los Bomberos Voluntarios de Campo de Ourique